# Ogōri
Ogōri è una città giapponese della prefettura di Fukuoka.